# John Morton Eshleman
John Morton Eshleman (* 14. Juni 1876 im Pulaski County, Illinois; † 28. Februar 1916 im Riverside County, Kalifornien) war ein US-amerikanischer Politiker. In den Jahren 1915 und 1916 war er Vizegouverneur des Bundesstaates Kalifornien.

## Werdegang
John Eshleman wuchs in Illinois auf. Im Jahr 1896 kam er nach Kalifornien, wo er für die Southern Pacific Railroad arbeitete. Bis 1903 studierte er an der University of California in Berkeley. Nach einem anschließenden Jurastudium und seiner 1905 erfolgten Zulassung als Rechtsanwalt begann er als Jurist zu arbeiten. Politisch war er damals Mitglied der Republikanischen Partei. Er erhielt die Stelle des stellvertretenden Beauftragten für Arbeitsfragen in der Staatsregierung (Deputy State Labor Commissioner). Im Jahr 1907 wurde er in die California State Assembly gewählt. Zwischen 1907 und 1910 war er Bezirksstaatsanwalt im Imperial County. Danach war er Mitglied und dann Vorsitzender der Eisenbahnkommission seines Staates. Im Juni 1912 nahm Eshleman als Delegierter an der Republican National Convention in Chicago teil, auf der Präsident William Howard Taft zur dann erfolglosen Wiederwahl nominiert wurde. Auf diesem Parteitag kam es zur Spaltung der Republikaner. Eshleman schloss sich der Gruppierung um den ehemaligen Präsidenten Theodore Roosevelt an und wurde Mitglied von dessen neu gegründeter Progressive Party.
1914 wurde Eshleman an der Seite von Hiram Johnson zum Vizegouverneur von Kalifornien gewählt. Dieses Amt bekleidete er zwischen 1915 und seinem Tod am 28. Februar 1916. Dabei war er Stellvertreter des Gouverneurs und Vorsitzender des Staatssenats. Er starb 39-jährig an Tuberkulose auf einem Bahnhof im Riverside County. An seiner Stelle ernannte Gouverneur Johnson William Stephens zum neuen Vizegouverneur. Im Falle eines Weiterlebens von Eshleman wäre er Gouverneur geworden, nachdem Johnson im März 1917 zurücktrat, um in den Senat zu wechseln. Stattdessen rückte Stephens zum neuen Regierungschef auf.